# Судзукі Сунічі
Судзукі Сунічі (鈴木 俊, нар. 13 квітня 1953) — японський політик. У жовтні 2021 року став міністром фінансів кабінету Фуміо Кісіда. Раніше був членом Палати представників від Ліберально-демократичної партії.